# Instituto Chiba de Tecnologia
O Chiba Institute of Technology (千葉工業大学, Chiba Kōgyō Daigaku), muitas vezes chamado de Chiba Tech, CiTech ou Chibakodai (千葉工大, Chibakōdai), kodai (工大, kōdai), é uma universidade de tecnologia e ciência, que antecedeu a construção do Tokyo Institute of Technology. Foi criada em 1942, na cidade de Tóquio por Higashikuni Naruhiko, o primeiro-ministro do Japão na época. 

## Alunos notáveis
- Masayuki Uemura（Nintendo Orientador）